# Parachalcerinys
Parachalcerinys är ett släkte av steklar. Parachalcerinys ingår i familjen sköldlussteklar.
Kladogram enligt Catalogue of Life:
| Parachalcerinys | \| \| Parachalcerinys coccidoxenoides \| \| \| \| \| \| Parachalcerinys minuta \| \| \| \| \| \| Parachalcerinys nonaericornis \| \| \| \| |
|                 | \| \| Parachalcerinys coccidoxenoides \| \| \| \| \| \| Parachalcerinys minuta \| \| \| \| \| \| Parachalcerinys nonaericornis \| \| \| \| |
|                 | Parachalcerinys coccidoxenoides |
|                 | |
|                 | Parachalcerinys minuta |
|                 | |
|                 | Parachalcerinys nonaericornis |
|                 | |